# Pallas (groupe)
Pour les articles homonymes, voir Pallas.
Pallas est un groupe de rock néo-progressif britannique, originaire d'Écosse. Il est formé au début des années 1980.

## Biographie
Formé en 1976 sous le nom de Rainbow, il change de nom après le départ de Ritchie Blackmore de Deep Purple qui appelle son nouveau groupe Rainbow. Pallas joue dans des clubs pendant les débuts de la nouvelle vague du rock progressif. Après avoir sorti un album auto-produit intitulé Arrive Alive (enregistré en Écosse en 1981), Pallas est signé par EMI Records (qui a juste signé leurs contemporains Marillion) et part en studio enregistrer avec le producteur Eddy Offord l'album The Sentinel, illustré par Patrick Woodroffe).
Le 24 juillet 2011, Pallas ouvre le Prog Stage du High Voltage Festival de Londres. Leur set comprend des morceaux issus de leur nouvel album, XXV, et le morceau Eyes in the Night (Arrive Alive). La performance live est enregistrée.
Le 30 novembre 2013, Pallas joue à Glasgow. En mai 2014, le groupe fait part de la mort de Patrick Woodroffe, avec qui le groupe a collaboré pour la couverture de The Sentinel,.

## Membres
- Alan Reed - voix
- Graeme Murray - basse
- Niall Mathewson - guitare
- Ronnie Brown - claviers
- Colin Frazer - batterie

## Discographie
- Arrive Alive, 1981, Live
- The Sentinel, 1984
- The Wedge, 1986
- The Knight Moves, EP, 1986
- Beat the Drum, 1998
- Live our Lives, 2000, Live
- The Cross And The Crucible, 2001
- Mythopoeia, 2002, Compilation
- The Blinding Darkness, 2003, Live
- The Dreams Of Men, 2005
- The River Sessions 1, 2005, Live
- The River Sessions 2, 2005, Live
- XXV, 2011
- Wearewhoweare 2014
- The Messenger 2023